# Mia Biltoft
Mia Biltoft (* 3. April 1992 in Ringkøbing, Dänemark) ist eine ehemalige dänische Handballspielerin, die zuletzt dem Kader des Bundesligisten Thüringer HC angehörte.

## Karriere
Mia Biltoft begann das Handballspielen beim dänischen Verein Rindum SU. Anschließend lief die Kreisläuferin für Team Ikast auf, der damaligen Jugendabteilung von Ikast-Brande Elite Håndbold, aus dem der FC Midtjylland Håndbold hervorging. Später gehörte sie dem Kader der Damenmannschaft von FC Midtjylland Håndbold an. Beim Gewinn des EHF-Pokals in der Saison 2010/11 kam sie am 21. November 2010 gegen ŽRK Naisa Niš zum Einsatz.
Biltoft wurde 2012 an den dänischen Zweitligisten Ringkøbing Håndbold ausgeliehen. 2013 wechselte sie schließlich zu Ringkøbing Håndbold. Nachdem der dänische Verein Aalborg DH im September 2013 aufgrund seiner finanziellen Situation vor Saisonbeginn vom Spielbetrieb ausgeschlossen wurde, rückte sie mit Ringkøbing Håndbold in die höchste dänische Spielklasse auf. Ab der Saison 2016/17 bis zum Saisonende 2017/18 stand sie beim deutschen Verein SG BBM Bietigheim unter Vertrag. Mit Bietigheim gewann sie 2017 die deutsche Meisterschaft. Nachdem Biltoft im Februar 2019 ein Kind zur Welt gebracht hatte, wurde sie im Oktober 2019 vom deutschen Bundesligisten Thüringer HC bis zum Saisonende 2019/20 unter Vertrag genommen.
Mia Biltoft lief über 100-mal für die dänischen Jugend-Auswahlmannschaften auf. Bei der U-17-Europameisterschaft 2009 sowie bei der U-19-Europameisterschaft 2011 gewann sie jeweils die Goldmedaille. Ab 2016 gehörte Biltoft dem Kader der dänischen Nationalmannschaft an, für die sie drei Treffer in vier Länderspielen erzielte.

## Sonstiges
Biltoft ist mit dem dänischen Handballspieler Patrick Wiesmach liiert.